# Torpedowce typu 1923
Torpedowce Typu 1923, określane też jako typ Raubvogel lub Möwe −  seria niemieckich okrętów klasy torpedowców z okresu międzywojennego, w służbie do II wojny światowej, składająca się z 6 jednostek. Były to jedne z pierwszych okrętów bojowych zbudowane w Niemczech po I wojnie światowej (po krążowniku "Emden").

## Projektowanie
Po przegranej I wojnie światowej, na niemiecką marynarkę wojenną nałożono dotkliwe ograniczenia traktatu wersalskiego, pozwalając m.in. na posiadanie jedynie po 12 niszczycieli i 12 torpedowców oraz 8 torpedowców w rezerwie. Wszystkie pozostawione Niemcom okręty były w rzeczywistości starymi niszczycielami budowy przedwojennej (warto zauważyć przy tym, że Niemcy nie wyróżniali przed wojną oficjalnie klasy niszczycieli, klasyfikując odpowiadające niszczycielom okręty jako "duże torpedowce"). Zachowane niszczyciele były to stare okręty typu V1 i pochodnych, z których najmłodsze weszły do służby w 1913 roku, a jako torpedowce zaklasyfikowano starsze niszczyciele typu S138 i pochodnych, z których najmłodsze weszły do służby w 1911 (okręty obu grup posiadały wyporność konstrukcyjną 533-700 t w zależności od serii). Nowe jednostki na ich zamianę Niemcy mogły zbudować dopiero po 15 latach od wejścia do służby pozostawionych im okrętów i nie mogły one mieć wyporności większej od 800 ton dla niszczycieli i 200 ton dla torpedowców.
Prace nad konstrukcją nowych okrętów rozpoczęto w 1923. Projekt był rozwinięciem konstrukcji małego niszczyciela H 145, który wszedł do służby w 1918 i został po wojnie samozatopiony w bazie Scapa Flow (pierwsze okręty typu G96, do którego należał podtyp H 145, zaczęto budować w 1915). Z powodu nierealności zbudowania pełnowartościowych jednostek mieszczących się w limicie 200 ton, nowe torpedowce niemieckie  mieściły się w limicie 800 ton, przewidzianym dla niszczycieli. Limit ten na etapie projektowania bardzo skrupulatnie zachowano, co było nietypowe dla późniejszych niemieckich okrętów i główny okręt typu "Möwe" miał wyporność standardową 798 ton, normalną 976 t i pełną  1213 t (przekroczenia limitu udało się uniknąć dzięki przyjęciu w traktacie waszyngtońskim do mierzenia wyporności standardowej ton angielskich, mierzących 1016 kg). 
Uzbrojenie pozostało takie samo, jak w typie H145, w postaci trzech dział kalibru 105 mm i sześciu wyrzutni torped 500 mm w dwóch aparatach, lecz nieco inaczej je rozmieszczono, przez co pewnej zmianie uległa sylwetka okrętów - nieco szerzej rozstawiono oba kominy okrętu, pomiędzy którymi znalazł się pierwszy aparat torpedowy. Siłownia okrętu była nieco słabsza (22 100 KM wobec 24 000 KM), przez co nieco spadła prędkość do 32 w. 

## Budowa
Budowę głównego okrętu "Möwe" (mewa) rozpoczęto 5 marca 1925, a po nim do końca roku budowę pięciu dalszych. Wszystkie zbudowano w Stoczni Marynarki (Reichsmarinewerft) w Wilhelmshaven. Otrzymały one nazwy "Seeadler" (orzeł morski), "Greif" (gryf), "Albatros", "Falke" (sokół) i "Kondor", przez co typ ten był określany jako typ "ptaków drapieżnych" (Raubvogel-Klasse). Nadawanie nazw dla torpedowców było nowością w historii marynarki niemieckiej. W odróżnieniu od prototypowego "Möwe", wielkość pozostałych okrętów od początku nieco zwiększono i miały one wyporność standardową 924 t, normalną 998 t i pełną 1290 t; mimo to oficjalnie podawano ich wyporność na 800 ton (nie wiązały się z tym żadne problemy dla Niemiec). Miały również nieco zwiększoną moc siłowni i prędkość. Dalszym rozwinięciem było 6 okrętów typu Wolf (typ 1924). 
W związku z wejściem do służby okrętów typu 1923, wycofano torpedowce T-175, T-139, T-141, T-143, T-149, T-168 i T-175 (warto zauważyć, że nowe okręty były budowane na zamianę niszczycieli, a zamieniono nimi torpedowce, co jednak nie miało większego znaczenia z uwagi na zbliżone parametry starych niszczycieli i torpedowców. Ułatwiał to fakt, że do lat 30. w Niemczech zarówno niszczyciele, jak i torpedowce oficjalnie klasyfikowano jako torpedowce). 
| nazwa    | początkowy znak burtowy | numer stoczniowy | położenie stępki | wodowanie    | wejście do służby |
| -------- | ----------------------- | ---------------- | ---------------- | ------------ | ----------------- |
| Möwe     | MO                      | 102              | 02. 03. 1925     | 24. 03. 1926 | 01. 10. 1926      |
| Seeadler | SE                      | 103              | 05. 10. 1925     | 15. 07. 1926 | 15. 03. 1927      |
| Greif    | GR                      | 104              | 05. 10. 1925     | 15. 07. 1926 | 15. 07. 1927      |
| Albatros | AT                      | 105              | 05. 10. 1925     | 15. 07. 1926 | 15. 05. 1928      |
| Kondor   | KО                      | 106              | 17. 11. 1925     | 22. 09. 1926 | 15. 07. 1928      |
| Falke    | FK                      | 107              | 17. 11. 1925     | 29. 09. 1926 | 15. 07. 1928      |